# Kritika
Kritika (u francuskom: critique; izvorno iz starogrčkog: κριτική τέχνη, kritikē téchnē vještina suđenja, izvedeno iz κρίνειν krínein, „[raz-]likovati, razmotriti“) je sposobnost prosuđivanja i ocjenjivanja bilo koje pojave. Kritika sadržava uglavnom prednosti i nedostatke. Davanje mišljenja podrazumjeva poznavanje teme o kojoj se govori ili piše. U užem smislu kritika ili kritiziranje je negativno izražavanje, koje može sadržavati prijedlog za poboljšanje.
Postoje razni profesionalni kritičari u određenim područjima kao primjerice u umjetnosti, glazbi, filma, kazališta, restorana, kritike ili znanstvenih publikacija. 

## Općenito
Kritika se može razlikovati na način na koji se izvršava:
- pozitivna kritika: riječi hvale, priznanja
- negativna kritika
- konstruktivna kritika: kritika koja ima za cilj poboljšanje stanja
- destruktivna kritika: kritika koja je usmjerena na uništavanje
- samokritičnost: diferenciran pregled svojeg ponašanja i / ili vlastitih uvjerenja u vezi s određenim kriterijima, kao što primjerice pitanje "jesam li ja stvarno tolerantan?"

U svakodnevnici pojam obično uključuje ukazivanje na grešku ili loše upravljanje s implicitnim pozivom na promjenu lošeg stanja.
Po načinu i uvjetima u kojima se vrši kritika je objektivna ili subjektivna, analitička ili impresionistička, apsolutna ili imanentna, opravdana ili neopravdana i slično. Ona se javlja na svim stupnjevima kulture i u različitim oblicima: od uličnog ogovaranja, zidnih natpisa, satire, karikature i pamfleta do analize i ocjene cjelokupnog društvenog stanja neke epohe.

## Umjetnička kritika
Smisao umjetničke kritike se sastoji u poticanju kreativnog stvaralaštva kroz podupiranje umjetnika u praćenju njihovog rada i razvijanjem većeg interesa za umjetnost. Teoretičari danas promišljaju odnose između umjetnosti i društvenih kretanja proučavajući ulogu koju umjetnost ima u suvremenom svijetu. Razne teorije rezultat su različitih pristupa i svjetonazora.   Najčešće se sagledava odnos pojedinca prema okolini, što je češći slučaj u izvedbenim umjetnostima i književnosti. Umjetnici svojim radom daju poticaj teoretičarima za tumačenje njihovih djela što opet utječe na recepciju samog djela. Kritičari nastoje interpretirati djelo i prenijeti svoje stajalište zainteresiranim pojedincima. Oni razumski pokušavaju postaviti rad u širi društveni kontekst i tako mu omogućiti vezu sa svijetom. Interes za umjetničko djelo može biti površan i ono može služiti pukoj zabavi ili može biti stručna podloga upućenijem proučavanju umjetničkog djelovanja.
Negativan pristup se sastoji u tome što kritičari mogu učitavati značenja kojih u određenom djelu nema i tako teorija ostvaruje prevagu nad djelom.
Razumijevanje umjetničkog djela, njegovo tumačenje i kritički odnos su ciljevi umjetničke kritike. Autori koji su hvaljeniji u medijima imaju veću popularnost i tako se povećava cijena njihovih djela.
Prosudba djela i umjetnikove namjere se mijenja s vremenom.Impresionisti u svoje vrijeme nisu imali pozitivne kritike, iako su danas prihvaćeni i cijenjeni. Sličan status danas ima suvremena umjetnost, koja je prihvaćena najviše unutar usko obrazovane struke, ali nema potporu i popularnost šire javnosti što znači da se prosudba i ocjena važnosti i kvalitete djela mijenja iz epohe u epohu i da je zapravo nezahvalno, a ponekad čak i nemoguće donijeti ozbiljnu i objektivnu ocjenu. Kritičar je zapravo posrednik između umjetnika i publike. Objašnjenje samog umjetnika o vlastitom radu može doprinijeti tumačenju djela, ali kako je primijetio Marcel Duchamp mišljenje autora ravnopravno je mišljenju bilo kojeg promatrača umjetnosti.
Sklonosti prema pojedinim djelima i autorima mogu se mijenjati u skladu s osobnim potrebama, trenutnom modom, javnim ukusom ili čak financijskim interesom.
U društvu željnom uvijek novih doživljaja i iskustava stvara se podloga za unosnu komercijalnost.
Svijet umjetnosti plodan je prostor i za financijsku zaradu. Likovna djela postižu velike cijene, što je također tema koju obrađuju neki autori.
Konkretan zadatak kritičara je da predoči publici novo djelo koje umjetnik stavlja na javni uvid. S obzirom kako konzumenti umjetnosti nisu u stanju pratiti sva nova izdanja na sceni, kritičar to radi umjesto njih. Čitanjem kritike dobiva se približan dojam o sadržaju ali i o kvaliteti dotičnog djela.  Osim opisivanja i sažimanja djela kritičar također iznosi ocjenu djela i moguće mane. Ako se radi o etabliranom umjetniku recenzent smješta uradak u opus koji je od ranije poznat stručnoj publici te sagledava djelo u odnosu na prethodno. Recenzija može sadržavati i usporedbe sa sličnim djelima i umjetnicima iz dotičnog žanra.
Mišljenje kritičara ne mora se nužno poklapati s mišljenjem čitatelja. Kritičari sudjeluju u formiranju percepije o novim umjetničkim praksama i kretanjima. Od kritičara se očekuje obrazovanost i dobro poznavanje žanra o kojem piše. Bolja upućenost kritičara rezultira većim povjerenjem publike.
Pisanje osvrta na kreativna djela zasebna je intelektualna vrsta, koja iziskuje redovito praćenje određene umjetničke scene i redovito izvještavanje javnosti.
Kritika uvijek zahtijeva od umjetnika svježe i originalne ideje kao i praktična ostvarenja. Ona zahtijeva da se isti postulati propituju na nov način, koji prije nije viđen.

### Postmoderna kritika
Postmodernistički kritičari sumnjaju u vladajuće teorije i stečena znanja.
Sama postmoderna kritika izuzetno je kompleksna i apstraktna. Uglavnom je temeljena na poststrukturalizmu odnosno na teoriji znaka i teoriji jezika. Ona je napravila odmak od marksističke i strukturalne teorije,
uvodeći nove ideje, pojmove i poglede. Ponudila je mnoštvo vizura s raznih stajališta. Pored ostalih postoji i feministička kritika. Ovaj su intelektualni fenomen formirali francuski teoretičari u posljednja tri desetljeća dvadesetog stoljeća.
Nastoje preispitati postavke afirmiranih znanosti. Također daju analizu suvremenih pojava koje ranije nisu postojale. Tvrde kako je znanje uvjetovano kulturnim, političkim društvenim diskursom, stoga objektivnu spoznaju dovode u pitanje. Estetiku shvaćaju kao proizvoljnu i subjektivnu. Preispituju strukture ideologije, povijesti i društva koji oblikuju kulturne produkte.
Aktualno postmoderno razdoblje unijelo je mnogo promjena u kritički diskurs.  Promjenom umjetničkih praksi interpretacija se značajno promijenila. Umjetnici postmoderne se okreću sami sebi nastojeći preispitati samu ulogu i smisao umjetnosti. 
Pored standarne tehničke dotjeranosti i svježe imaginativnosti svakog umjetničkog djela, ovi umjetnici pokušavaju biti usklađeni s vremenom u kojem žive primjenjujući drugačiji pristup. Pomak je stavljen na zamisao, čin ili gestu, ne na estetsku vrijednost djela. Izbjegava se modernistička inovacija i želja za napretkom, a uvodi se istraživanje i propitivanje. Unatoč prividnom raskidu s tradicijom autori se naslanjaju na ranija razdoblja želeći se istaknuti originalnim projektima.
Mnogi artistički pothvati tako zadiru u rubna područja umjetnosti. Tako se pojavio problem razlikovanja autentičnih umjetničkih djela od onih koja to nisu, odnosno nužnost razlučivanja umjetnosti od onoga što nije umjetnost.
S obzirom kako je umjetnost uvijek odraz društvenih zbivanja, u globaliziranom svijetu ona se počela stapati s drugim područjima i disciplinama.
Korištenje novih tehnologija u svakodnevnom životu dalo je povoda postmodernim umjetnicima da u svoje radove uvedu računala, televizor i ostale suvremene uređaje i alate. Tako je započela nova epoha povijesti umjetnosti. Autori su svjesno ušli u neumjetnička područja zbog težnje za suvremenošću i originalnošću, dokidajući na taj način svrstavanja u odvojene muzejsko galerijske kategorije i povijesnoumjetničke odrednice. Smatrali su kako je takva praksa neizbježna i nužna u novoj umjetnosti.
Kritika je prihvatila nova kretanja, poštujući umjetničku slobodu koja je preduvjet neometane kreativnosti. Kritičari skloniji tradicijskim formama smatraju kako je kod mnogih postmodernih radova upitno svrstavanje u umjetnost zbog velikog udjela performansa, trenutne svrsishodnosti, nedorečene konceptualnosti i zanemarivanja klasičnog oblikovanja predmeta.
Relativizacija uvriježenih ideala, dekonstrukcija povijesti,  propitivanje identiteta, uvođenje ironije kao odnos spram tradicije, suvremeni pluralizam,  hiperprodukcija pop kulture, internetske tehnologije i stapanje dosadašnjih odvojenih disciplina glavne su osobine aktualnog doba.   Navedeno je dovelo do snižavanja stilskih i kvalitativnih kriterija i do gubitka mjerodavnih vrijednosti. U ovakvoj situaciji kritičar postaje kroničar koji samo bilježi događaj, umjesto da aktivno posreduje umjetničku pojavu.
Klasični obrasci analize likovnog djela u aktualno vrijeme su izgubili primjenu. U skladu s tim kritika je napravila zaokret. Sudovi se donose pojedinačno, za svaki projekt posebno, nekadašnja stilska prepoznavanja i pripadnost pojedinim pravcima postala su stvar određivanja stilskih epoha.
U modernoj epohi i ranije, naglasak je više bio stavljan na djela kao takva. U današnje vrijeme, zbog utjecaja medija, u fokusu su više sami autori, dok je djelo u drugom planu. Prisutnost stručne kritike u medijima umanjuje kritički duh zbog komercijalnih zahtjeva masovnih medija i ograničene slobode mišljenja.
Kritičko vrednovanje djelomično je preuzela i kustoska praksa,  premda je njena uloga uglavnom odobravajuća.
Pojava nove estetike daje povod novim teorijskim paradigmama koje su katkada samo podloga bujnom teoretiziranju.
Postmoderni kritički diskurs često je teško prohodan, što ga ograničava na uski krug obrazovanih poznavatelja.
Time nije postignut cilj nepredvidivih postmodernih autora koji su htjeli iznijeti umjetnost iz ateljea i galerija na ulice potičući sudjelovanje publike, čineći umjetnost spontanom i otvorenom za sve. 
Tako se stječe dojam kako je umjetnost ponovo vraćena u strogo akademske okvire i da je tako rezervirana samo za visoko školovane stručnjake.
Donošenje čvrstog suda nije moguće bez prihvaćanja određenog sustava vrijednosti, što se kosi s postmodernističkim liberalnim načelom.
U povijesti umjetnosti kao i u povijesti samoj, budućnost uvijek donosi najbolji sud.